# Joan-Claudi Peiròt

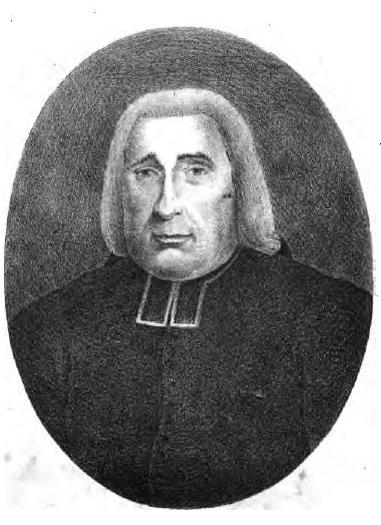
Joan-Claudi Peiròt.

Joan-Claudi Peiròt (en francés : Jean-Claude Peyrot; Millau, 3 de septiembre de 1709-3 de abril de 1795) fue un escritor de lengua occitana originario del Roergue; escribió también parte de su obra poética en francés.